# Mauro Rosales
Mauro Damián Rosales (Villa María, 24 febbraio 1981) è un ex calciatore argentino, di ruolo attaccante.

## Caratteristiche tecniche
Nel 2001 è stato inserito nella lista dei migliori calciatori stilata da Don Balón.

## Carriera
Rosales ha fatto parte della Nazionale di calcio argentina Under-20 che ha vinto il mondiale di categoria nel 2001 e della nazionale che ha vinto ai Giochi olimpici 2004.
Dal 18 marzo 2011 fa parte della rosa dei Seattle Sounders FC squadra che milita nella Major League Soccer statunitense.

## Palmarès

### Club
- Coppa dei Paesi Bassi: 2

Ajax: 2005-2006, 2006-2007
- Supercoppa dei Paesi Bassi: 2

Ajax: 2005, 2006
- Primera División: 1

River Plate: Clausura 2008
- U.S. Open Cup: 2

Seattle Sounders FC: 2011
FC Dallas: 2016
- Canadian Championship: 1

Vancouver Whitecaps: 2015
- MLS Supporters' Shield: 1

FC Dallas: 2016

### Nazionale
- Campionato mondiale Under-20: 1

Argentina 2001
- Oro olimpico: 1

Atene 2004

### Individuale
- MLS Newcomer of the Year: 1

2011